# پولهایم
شهر پولهایم (به آلمانی: Pulheim) در ایالت نوردراین-وستفالن در کشور آلمان واقع شده‌است.